# アレクサンダー・エルスター
アレクサンダー・ニコラウス・エルスター（Alexander Nikolaus Elster, 1877年4月8日 - 1942年5月25日） は、ドイツの法律家及び出版ディレクター。

## 生涯
エルスターの父アレクサンダー・エルスターは、麦わら帽子の製造業者であった。おじは、（国民）経済学者のルートヴィヒ・エルスター。エルスターは、ベルリンにあるライプニッツ・ギムナジウムに通い、その後、ベルリンおよびイェーナにおいて法律学を学んだ。1900年に、博士号を授与された。エルスターはその前の1898年からイェーナにあるグスタフ・フィッシャー出版社に学術的な見習い編集者として雇われた。それと同時に、彼はフリーのジャーナリストとして働き、例えば「フランクフルター・ツァイトゥング」で記事を書いていた。エルスターは、1914年に、ベルリンにあるヴァルター・デ・グリュイター出版社において、法学部門ならびに国家科学部門の責任者および出版ディレクターになった。彼は同社で、いくつかの重要な多くの基本的な文献を自ら出版し、特に著作権と出版権にとって重要な法律上の多くの著作を執筆した。彼は、おそらくは「小銭」(kleinen Münze) の概念を考え出し、ライセンスを出版権と区別し、出版社における編集者の法的地位を明確にした。1928年、彼は「著作権、映画法および劇場法のためのアーカイブ」(Archiv für Urheber-, Film- und Theaterrecht, UFITA) 誌の創刊者の一人となった。
彼は、それと同時にドイツ図書流通連盟でも活躍し、「Börsenblatt für den Deutschen Buchhandel」と「Deutsche Verlegerzeitung」のために多くの論文を執筆した。
学術的な刊行物において、彼は、社会生物学の問題を扱い、アルコール消費の国家による制限のために尽力し、そして優生学的な人口政策を支持した。従って、彼は「民族衛生学会」の 活動的な会員でもあり、第一次世界大戦からワイマール共和国の時代には安楽死の支持者でもあった。エルスターはその他にも大衆文学作品を執筆した。
1933年以降、エルスターは中断することなく活動を続けた。彼は、1933年7月から ナチス親衛隊の支持者となり、1934年12月には国家社会主義公共福祉局のメンバーになった。
エルスターの遺産は行方不明であり、墓の場所も分かっていない。

## 著書
抜粋である。
法律分野
- Das Konto des Alkohols in der deutschen Volkswirtschaft. ノイラント社, ハンブルク 1919.
- Gewerblicher Rechtsschutz: umfassend Urheber- und Verlagsrecht, Patent- und Musterschutzrecht, Warenzeichen- und Wettbewerbsrecht. デ・グリュイター社, ベルリン 1921 (Grundrisse der Rechtswissenschaft; 8).
- Das deutsche Urheber- und Verlagsrecht. Vereinigung wissenschaftlicher Verleger, ベルリン 1923 (Sammlung Göschen; 863).
- Sozialbiologie: Bevölkerungswissenschaft und Gesellschaftshygiene. デ・グリュイター社, ベルリン 1923 (Handbuch der Wirtschafts- und Sozialwissenschaften; 8).
- Das deutsche Erfinderrecht (Patent- und Musterschutzrecht). デ・グリュイター社, ベルリン 1924 (Sammlung Göschen; 891).
- Handwörterbuch der Rechtswissenschaft, 8 Bde. デ・グリュイター社, ベルリン 1926–1937.  （フリッツ・シュティーア＝ゾムロ との共編著）
- Handbuch des deutschen Theater-, Film-, Musik- und Artisten-Rechts. シュプリンガー社, ベルリン 1932. （パウル・ディーンスタークとの共著）
- Die vierte Notverordnung: Vom 8. Dezember 1931. Erl. Textausg. mit Durchführungsverordnungen. デ・グリュイター社, ベルリン 1932 (Sammlung Guttentag; 180). （編者）
- Wettbewerbsrecht mit dem Recht der Zugaben und Rabatte unter Berücksichtigung der Bestimmungen des Werberats: für Praxis und Studium erläutert. デ・グリュイター社, ベルリン 1941 (Sammlung Guttentag; 37).

大衆文学分野
- Georg und Marianne: 3 Reiter-Novellen. Reher, ベルリン 1938.
- Kleine Erinnerungen an die große Liebe des Mannes [4 Gedichte]. Reher, ベルリン 1940.
- Spielmanns Kirmes, Theaterstück

## 伝記
- Martin Otto: Alexander Nikolaus Elster (1877–1942). In: Simon Apel, Louis Pahlow, Matthias Wiessner 編: Biographisches Handbuch des Geistigen Eigentums. モール・ジーベック, テュービンゲン 2017, ISBN 3-16-154999-6, pp. 80-85.